# Zacharie Cloutier (fromage)

Étiquette

Zacharie Cloutier est une marque commerciale de fromage artisanal québécois. En 2010, la Fromagerie Nouvelle France de Racine nomme son premier fromage le Zacharie Cloutier (pâte ferme de 6 mois d'affinage, lait non-pasteurisé de brebis) en l'honneur de Zacharie  Cloutier, l'ancêtre de la famille Cloutier-Houdey, propriétaire de la fromagerie en question. 

## Distinctions
En 2011, à sa première année, il remporte quatre prix Caseus.
Le Zacharie Cloutier remporte le prix du meilleur fromage au Québec, le Caseus Or, en 2011, 2014, 2022 et 2023.